# Piper futuri
Piper futuri är en pepparväxtart som beskrevs av Trel. & Yunck.. Piper futuri ingår i släktet Piper och familjen pepparväxter. Inga underarter finns listade i Catalogue of Life.